# Boston Children's Museum
Le Boston Children's Museum (musée des enfants de Boston) se situe au 300 Congress Street dans le sud de Boston et propose des activités ludiques et pédagogiques pour les jeunes. 

## Historique
Le musée a été fondé en 1913 par un groupe d'enseignants. Il s'installa dans les bâtiments actuels à la fin des années 1970.